# Liste der Pfarren im Dekanat Marchfeld
Das Dekanat Marchfeld ist ein Dekanat im Vikariat Unter dem Manhartsberg der römisch-katholischen Erzdiözese Wien.

## Pfarren mit Kirchengebäuden und Kapellen
| Pfarre                     | Pfarrverband               | Seit               | Patrozinium            | Kirchengebäude und Kapellen |                              |
| -------------------------- | -------------------------- | ------------------ | ---------------------- | --- | ---------------------------- |
| Breitensee                 | Marchfeld Ost              | 1784               | Hll. Petrus und Paulus | Pfarrkirche Breitensee | Pfarrkirche Breitensee       |
| Breitstetten               | Leopoldsdorf im Marchfelde | 1784               | Hl. Anna               | Pfarrkirche Breitstetten | Pfarrkirche Breitstetten     |
| Eckartsau                  | Orth-Engelhartstetten      | vor 1300           | Hl. Leonhard           | Pfarrkirche Eckartsau Filialkirche Kopfstetten, Filialkirche Pframa                                                                                                  | Pfarrkirche Eckartsau        |
| Engelhartstetten           | Orth-Engelhartstetten      | um 1650            | Hl. Markus             | Pfarrkirche Engelhartstetten | Pfarrkirche Engelhartstetten |
| Franzensdorf               |                            | 1784               | Hl. Josef              | Pfarrkirche Franzensdorf Filialkirche Rutzendorf | Pfarrkirche Franzendorf      |
| Groß-Enzersdorf            | Tor zum Marchfeld          | um 1203            | Maria Schutz           | Pfarrkirche Groß-Enzersdorf Filialkirche Mühlleiten | Pfarrkirche Groß-Enzersdorf  |
| Haringsee                  | Leopoldsdorf im Marchfelde | 1689               | Hl. Laurenz            | Pfarrkirche Haringsee Filialkirche Straudorf, Filialkirche Fuchsenbigl, Hubertuskapelle Haringsee                                                                    | Pfarrkirche Haringsee        |
| Leopoldsdorf im Marchfelde | Leopoldsdorf im Marchfelde | 1734               | Hl. Markus             | Pfarrkirche Leopoldsdorf im Marchfelde | Pfarrkirche Leopoldsdorf     |
| Loimersdorf                | Orth-Engelhartstetten      | 1850               | Hl. Maria Magdalena    | Pfarrkirche Loimersdorf | Pfarrkirche Loimersdorf      |
| Marchegg                   | Marchfeld Ost              | nach 1500          | Hl. Margareta          | Pfarrkirche Marchegg Kirche Marchegg Bahnhof, Kapelle Schwestern vom hl. Johannes Niederlassung, Kirche Zum Hl. Johannes Evangelist                                  | Pfarrkirche Marchegg         |
| Markgrafneusiedl           | Leopoldsdorf im Marchfelde | vermutlich um 1100 | Mariä Himmelfahrt      | Pfarrkirche Markgrafneusiedl Ehemalige Martinskirche, Filialkirche Glinzendorf, Kapelle in Großhofen                                                                 | Pfarrkirche Markgrafneusiedl |
| Markthof                   | Marchfeld Ost              | 1677               | Hl. Georg              | Pfarrkirche Markthof Filialkirche Schloßhof, Marchdammkapelle | Pfarrkirche Markthof         |
| Obersiebenbrunn            | Leopoldsdorf im Marchfelde | vor 1333           | Mariä Himmelfahrt      | Pfarrkirche Obersiebenbrunn Kapelle im Pfarrhof Obersiebenbrunn | Pfarrkirche Obersiebenbrunn  |
| Orth an der Donau          | Orth-Engelhartstetten      | um 1100            | Hl. Michael            | Pfarrkirche Orth an der Donau Filialkirche Andlersdorf, Filialkirche Mannsdorf an der Donau, Filialkirche Wagram an der Donau, Kapelle im Pfarrhof Orth an der Donau | Pfarrkirche Orth             |
| Probstdorf                 |                            | 1021               | Hl. Stephan            | Pfarrkirche Probstdorf Filialkirche Oberhausen, Filialkirche Schönau an der Donau, Filialkirche Wittau                                                               | Pfarrkirche Probstdorf       |
| Raasdorf                   | Tor zum Marchfeld          | 1749               | Hl. Magdalena          | Pfarrkirche Raasdorf | Pfarrkirche Raasdorf         |
| Stopfenreuth               | Orth-Engelhartstetten      | um 1200, neu 1784  | Hl. Johannes Nepomuk   | Pfarrkirche Stopfenreuth | Pfarrkirche Stopfenreuth     |
| Witzelsdorf                | Orth-Engelhartstetten      | um 1200, neu 1755  | Hl. Martin             | Pfarrkirche Witzelsdorf | Pfarrkirche Witzelsdorf      |

## Dekanat Marchfeld
Das Dekanat umfasst 18 Pfarren im Weinviertel im nördlichen Niederösterreich.
Diözesaner Entwicklungsprozess
Am 29. November 2015 wurden für alle Pfarren der Erzdiözese Wien Entwicklungsräume definiert. Die Pfarren sollen in den Entwicklungsräumen stärker zusammenarbeiten, Pfarrverbände oder Seelsorgeräume bilden. Am Ende des Prozesses sollen aus den Entwicklungsräumen neue Pfarren entstehen. Im Dekanat Marchfeld wurden folgende Entwicklungsräume festgelegt:
- Breitensee, Eckartsau, Engelhartstetten, Loimersdorf, Marchegg, Markthof, Orth an der Donau, Stopfenreuth und Witzelsdorf
  - Subeinheit 1: Breitensee, Marchegg und Markthof
  - Subeinheit 2: Eckartsau, Engelhartstetten, Loimersdorf, Orth an der Donau, Stopfenreuth und Witzelsdorf
- Franzensdorf, Groß-Enzersdorf, Probstdorf und Raasdorf
- Breitstetten, Haringsee, Leopoldsdorf im Marchfelde, Markgrafneusiedl und Obersiebenbrunn